# Flowering Plants of South Africa
Flowering Plants of South Africa (abreviado Fl. Pl. South Africa) fue una revista ilustrada con descripciones botánicas que fue editada en Sudáfrica. Se publicaron 24 números en los años 1921-1944. Fue reemplazada por Flowering Plants of Africa en el año 1945.